# Časová preference
V ekonomii je časová preference subjektivním vyjádřením, zda dotyčný přijme zboží, služby nebo peníze k dřívějšímu datu ve srovnáním s datem pozdějším. Říká, že pro každého je jinak důležité, kdy dané zboží, služby či peníze využije.
Časové preference nemají jednotky a nejdou měřit, ale lze říci, že časové preference jsou nižší či vyšší.
Člověk s nižšími časovými preferencemi je „trpělivější“, za čekání je ochoten přijmout nižší kompenzaci, než kdyby měl časové preference vyšší. Časové preference se liší člověk od člověka a mění se i u jednoho člověka v čase. Nelze také říci, že určitá časová preference je "dobrá" nebo "špatná".

## Experiment
Známý experiment provedl psycholog Walter Mischel. Princip je jednoduchý, skupinu dětí postavíte do místnosti před bonbón, který mohou kdykoli sníst. Pokud ovšem bonbón do 15 min nesnědí, dostanou ještě druhý bonbón navíc. Děti s nižší časovou preferencí prokážou, že jsou schopny odkládat spotřebu, zatímco děti s vyšší časovou preferencí tuto schopnost neovládaly. Děti byly i nadále sledovány a byla prokázána korelace toho, že ty děti s nižší časovou preferencí měly lepší studijní výsledky, nižší BMI a nižší závislost na drogách. Tento příklad je ideální do škol, na pochopení co vlastně termín časová preference znamená. Tento jednoduchý experiment má dalekosáhlé následky, co se týče ekonomie, síly zdravých peněz a kumulace kapitálu ve společnosti.

## Příklad
Honza s Petrem jdou na pivo. Honza má žízeň, ale nemá peníze. Petr nabídne zaplacení s tím, že mu to Honza vrátí zítra. Petr tím vyjadřuje svou časovou preferenci ve vztahu k držení svých peněz. Dalšího dne Honza přijde za Petrem s tím, že mu může dát 20 Kč hned nebo 30 Kč za týden, kdy mu přijde výplata. To, zda Petr příjme nebo ne, je ovlivněno jeho časovou preferencí, v ní je například zahrnuto to zda Honzovi důvěřuje. Současné a očekávané potřeby, současný a očekávaný příjem ovlivňují časovou preferenci.